# Смугаста акула атлантична
Смугаста акула атлантична (Paragaleus pectoralis) — акула з роду Смугаста акула родини Великоокі акули. Інші назви «жовтосмуга акула», «маленька тигрова акула», «атлантична акула-ласиця».

## Опис
загальна довжина досягає 1,38 м. Середні розміри становлять 90-100 см. Голова помірно довга. Очі великі, овальні, горизонтальної форми, з мигальною перетинкою. За ними розташовані невеличкі бризкальця. Рот довгий, має серпоподібну форму. На верхній щелепі розташовано 26-30 робочих зубів. Вони широкі з боковими верхівками, мають боковий нахил до кутів рота. На нижній щелепі розташовано 27-33 робочих зубів, які вузькі, з рівними крайками. Тулуб тонкий. Шкіряна луска дрібна, овальна, щільно розташовано, іноді частково накладається одна на одну. На кожній лусочці присутні 5 поздовжніх хребтів, що закінчуються зубчиком. Грудні плавці довгі й загострені. Має 2 спинних плавця. Перший спинний плавець широкий, розташований у передній частині черевних плавців. Задній спинний плавець складає ⅔ розміру переднього плавця. Задній розташовано трохи попереду анального плавця. Хвіст вузький. Хвостовий плавець гетероцеркальний, з великою верхньою лопатю, кінчик якої вузький та закруглений.
Забарвлення спини світло-сіре з бронзовим відливом. Черево має білий колір. З боків, у всю довжину тіла, присутні жовті смуги.

## Спосіб життя
Тримається на глибинах до 100–110 м, на континентальному шельфі. Полює на здобич біля дна. Живиться переважно кальмарами та невеликими восьминогами, іноді дрібними костистими рибами.
Статева зрілість у самців настає при розмірі 80 см, самиць — 75-90 см. Це живородна акула. Самиця народжує від 1 до 4 акуленят завдовжки 40-47 см.
Є об'єктом промислового вилову.

## Розповсюдження
Мешкає в Атлантичному океані: від північного узбережжя Марокко до Анголи, інколи зустрічається у північних водах Намібії.